# Marcel Borusiac
Marcel Borusiac, né Marcel Borusiak, est un compositeur, chef d'orchestre et musicologue français, né le 1er août 1926 à Paris 9e et mort le 24 avril 2001 à Gonesse.

## Biographie
Il a obtenu le Grand Prix de Rome en composition musicale. Il a dirigé le Conservatoire de Saint-Ouen, ainsi que l'Orchestre de chambre Audonia. Il a publié notamment Devenir de la musique française dans La Revue Musicale, ainsi que des études sur George Gershwin ou Christa Ludwig.

## Distinctions
- Grand Prix de Rome.

## Publications
- Livietta e Tracollo, de Jean-Baptiste Pergolèse, avec Anna Maria Bondi (soprano) et Bruno Renzi (baryton), Société française de productions phonographiques, 1976.
- Devenir de la musique française : Du romantisme à l'aube du XXème siècle, dans Musiciens de France, dirigé par Paul-Gilbert Langevin, La Revue musicale, 1979[4].
- Concert du 25 octobre 1991 à Montmagny, de Wolfgang Amadeus Mozart, avec Miłosz Magin et Francis Touchard, BNL Productions, 1992.
- A propos d'une récente masterclass de Christa Ludwig, Ecouter voir, numéro 62, 1997[5].
- George Gershwin, avec Gilles Pierret et Michel Sineux, Ecouter voir, numéro 84, 1998[6],[7].
- Giboulin et Giboulette, conte musical pour enfants, musique de Robert Planel, texte de Jean Planel, direction Jacques Jouineau, récitants Jacqueline Carrey et Marcel Borusiac, Orchestre de chambre de l'ORTF, 2006[8],[9].